# FIRA Women's European Championship 2000
El FIRA Women's European Championship (Campeonato Europeo de Rugby Femenino) de 2000 fue la quinta edición del torneo femenino de rugby.

## Equipos participantes
- Selección femenina de rugby de Escocia
- Selección femenina de rugby de España
- Selección femenina de rugby de Francia
- Selección femenina de rugby de Gales
- Selección femenina de rugby de Kazajistán
- Selección femenina de rugby de Inglaterra
- Selección femenina de rugby de Irlanda
- Selección femenina de rugby de Italia

## Resultados

### Cuartos de final
- Los perdedores avanzan a la copa de plata

| 8 de mayo | España | 58 - 16 | Italia |  |  |

| 8 de mayo | Escocia | 28 - 6 | Gales |  |  |

| 8 de mayo | Irlanda | 16 - 41 | Francia |  |  |

| 8 de mayo | Inglaterra | 41 - 3 | Kazajistán |  |  |

### Semifinal de Plata
- Los perdedores disputan el repechaje

| 10 de mayo | Gales | 25 - 24 | Italia |  |  |

| 10 de mayo | Irlanda | 15 - 31 | Kazajistán |  |  |

### Semifinales Campeonato
| 10 de mayo | España | 13 - 10 | Escocia |  |  |

| 10 de mayo | Francia | 19 - 12 | Inglaterra |  |  |

### Quinto puesto
| 13 de mayo | Gales | 6 - 3 | Kazajistán |  |  |

### Tercer puesto
| 13 de mayo | Inglaterra | 40 - 20 | Escocia |  |  |

### Final
| 13 de mayo | España | 0 - 31 | Francia |  |  |

| Bandera de Francia |
| Campeón Francia    |
| Tercer título      |

### Repechaje División A-B
| 13 de mayo | Irlanda | 19 - 12 | Países Bajos |  |  |

| 13 de mayo | Italia | 27 - 5 | Alemania |  |  |